# Gustavo Toledo (cyclisme)
Pour les articles homonymes, voir Gustavo Toledo et Toledo.
Gustavo Toledo (né le 16 juillet 1975 à Chamical) est un coureur cycliste argentin. Il a notamment été champion d'Argentine sur route en 2005.

## Palmarès
- 1997
  - Doble Difunta Correa
- 1999
  - Doble Difunta Correa
  - Tour de San Juan
- 2000
  - Doble Difunta Correa
  - 6e étape du Circuito Montañés
  - 2e étape du Tour de Salamanque
  - 1re étape du Tour de Navarre
  - 1re étape du Tour de Palencia
  - 3e du Tour de Navarre
- 2001
  - Clásica 1° de Mayo
  - 1rea étape du Tour de Salamanque
- 2004
  - 2e étape du Tour de la communauté de Madrid
  - Soraluzeko Saria
  - 2e du Tour de la communauté de Madrid
  - 2e du Mémorial José María Anza
  - 3e du San Roman Saria
- 2005
  -  Champion d'Argentine sur route
  - 2e du Tour de San Juan
- 2008
  - Vuelta Leandro N. Alem :
    - Classement général
    - 1re étape
- 2010
  - 2e de la Doble Calingasta